# 미야자키 고헤이
미야자키 고헤이(일본어: 宮崎 光平, 1981년 2월 6일 ~ )는 일본의 전 축구 선수이다.

## 구단 경력
과거 산프레체 히로시마, 아비스파 후쿠오카, 몬테디오 야마가타, 도쿠시마 보르티스에서 활동하였다.